# Celler Cuscó Berga
El Celler Cuscó Berga és un edifici de Les Gunyoles, al municipi d’Avinyonet del Penedès (Alt Penedès) dedicat a l’elaboració de vins i caves.
La família Cuscó i Esteve practica la viticultura des de finals del segle XIX, de forma artesanal, elaborant els seus propis vins i caves. El 1985, Josep Cuscó i Berga i els seus fills Joan (enòleg) i Lluís (sommelier), van construir el celler actual, sobre la roca calcària del massís del Garraf. La producció actual és d’agricultura ecològica, amb les denominacions d'origen Cava i Penedès, i la marca ‘Vins del Massís del Garraf’.
A la planta baixa del celler hi ha un petit museu del vi, amb vistes al Parc del Garraf. Les caves, a la planta soterrani, mostren la roca calcària on estan excavades, que ofereix la temperatura i la humitat necessàries per a la l'envelliment del vi i el cava. Les vinyes s'estenen per més de 40 hectàrees, 7 de les quals estan dins del massís del Garraf.

## Premis
Els vins Cuscó Berga han aconseguit medalles d’or els anys 2014 i 2016 al Tast a Cegues a l’estil Parker de la publicació '50 Great Cavas' i als ’50 Great Sparkling Wines’; medalla d’or al concurs de Vins i Caves de Catalunya Girovi 2015 i una medalla d'or al Vinari 2021 amb un Cava Brut Natura Reserva 2018.